# Siniperca scherzeri
Siniperca scherzeri là một loài cá. Đây là loài bản địa đông châu Á (Trung Quốc, bán đảo Triều Tiên, Việt Nam).
Loài này có thể đạt tới chiều dài 22 xentimét (8,7 in) mặc dù hầu hết chỉ dài 16,9 xentimét (6,7 in).